# Werther (Turingia)
Werther (pronunciación en alemán: /ˈveːɐ̯tɐ/ⓘ) es un municipio situado en el distrito de Nordhausen, en el estado federado de Turingia (Alemania), a una altitud de 200 metros. Su población a finales de 2016 era de unos 3200 habitantes y su densidad poblacional, 50 hab/km².
Se encuentra ubicado a poca distancia al sur de la frontera con los estados de Sajonia-Anhalt y Baja Sajonia.